# 압둘카림 카심

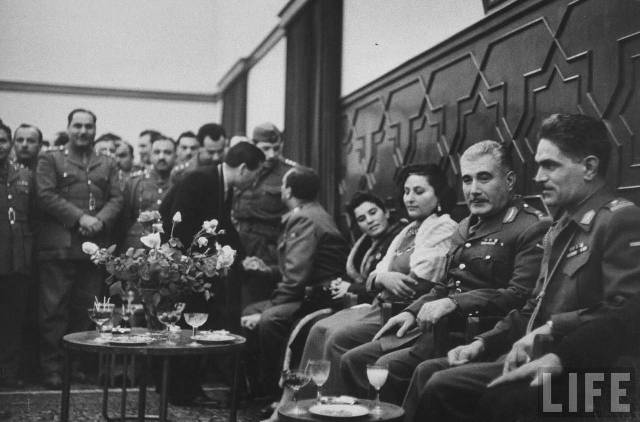
1959년 1월 6일 이라크 육군의 날 기념 행사에 참석한 압둘 카림 카심 총리와 무함마드 나지브 알루바이 대통령.

압둘카림 카심(아랍어: عبد الكريم قاسم [ʕabdulkariːm qɑːsɪm][*] ʿAbd al-Karīm Qāsim, 1914년 11월 21일 - 1963년 2월 9일)은 1958년 7월 14일 집권한 이라크 군 장교이자 정치인으로, 총리, 이라크 국군 최고사령관, 이라크 공화국 국방장관 대행을 역임했다. 그는 왕정이 끝난 후 최초의 공화주의 통치자로 평가되며, 7·14혁명의 지도자 중 한 사람이다.
이라크 바그다드 출생으로 이라크 육군사관학교 졸업 후 1934년 소위로 임관되었으며 1941년 친나치 반영국 쿠데타에 가담했다. 1948년 제1차 중동 전쟁 후 아랍 민족주의에 눈을 띄고 적극적 활동을 시작하여 육군 내 비밀결사 자유장교단을 결성했다.
그리고 1958년 7월 드디어 쿠데타를 일으켜 이라크 왕국을 전복시켜 왕족들을 모두 처형하고 왕정을 종식시켜서 이라크 공화국을 선언하고 스스로 총리 겸 국방장관이 됐다.
이후 과거 왕족들이 소유하던 토지, 별장, 왕궁과 서방 계열 소속의 석유 회사들을 국유화하고 과거 이라크 왕국 시절에 탄압받던 쿠르드 족 등 소수민족들에 대한 자치도 계획했다. 그러나 정치적 비전과 정책의 일관성 결여로 국민의 지지를 얻지는 못했고 특히 범아랍주의를 둘러싸고 동지였던 압둘 살람 아리프와 대립했다.
이에 카심은 아리프를 정부 요직에서 제명시키고 1959년 3월 모술에서 범아랍주의자들에 의한 반정부 시위가 일어나자 군대를 투입해 처참하게 진압하고 의심스러운 군 장교 200명을 숙청했다. 1959년 4월 단일 아랍사회주의 민족 국가를 주장하는 바트당의 의한 암살 시도가 있었으나 미수로 끝나고 이를 구실로 수많은 바트당 인사들을 투옥·탄압했다.
1960년 조직적인 정당 활동을 금지시키고 계엄령을 선포하며 점점 독재자로 변해갔으며 외교에서도 미국, 영국 등의 서방 국가와 요르단, 쿠웨이트 등 주변국과의 관계에서도 악화로 치달았다. 1963년 결국 압둘 살람 아리프와 아흐마드 하산 알바크르 장군, 바트당, 범아랍주의 성향 군인들이 일으킨 쿠데타로 암살당했다.

## 같이 보기
- 이라크 공화국 선언
- 이라크 공화국 (1958년~1968년)
- 7·14 혁명
- 압둘 살람 아리프